# Río Este (Portugal)
El río Este es un río del noroeste de la península ibérica que discurre por los distritos de Braga y Oporto, en Portugal. Su nombre se debe al hecho de nacer en un valle al este de Braga, conocido por Vale d'Este.

## Curso
Nace al este de la freguesia de São Mamede de Este en el municipio de Braga, entre la sierra de Carvalho y la sierra de Picos, en el Vale d'Este. Pasa por Braga, Nine y entre las freguesias de Rates y Balasar, en Póvoa de Varzim para desembocar en la margen derecha del río Ave, 4 km al norte de Vila do Conde, en la freguesia de Touguinha.
El río Este se encuentra actualmente (2005), en un grave estado de contaminación. Muchas de las causas de esta situación están aún por determinar.

## Historia
Los romanos lo llamaron río Alestes. Agostinho Rebelo da Costa menciona en su obra Descripción Topográfica e Histórica de la Ciudad de Oporto', 1789, que el río, entonces llamado Deste, sufrió una fuerte crecida el 30 de junio de 1779, matando a 32 personas y causando varios daños, como la de árboles y destrucción de casas, molinos y molinos de agua, así como la pérdida de ganado y campos de cultivo.